# Englischer Garten (München)
De Englischer Garten (Nederlands: Engelse tuin) is een 375 hectare groot park aangelegd als Engelse tuin in de Duitse Stadtbezirke Altstadt-Lehel en Schwabing-Freimann van de Beierse hoofdstad München.
Het park werd ontworpen door Friedrich Ludwig von Sckell. Sckell had zich in Engeland verdiept in de aanleg van landschapstuinen tijdens zijn verblijf daar van 1773 tot 1776. In 1789 werd hij door de Amerikaanse hervormer van het Beierse leger Benjamin Thompson aangesteld voor de aanleg van groenvoorzieningen in München. Elke garnizoensstad moest volgens Thomson gronden hebben waar voor de soldaten groenten gekweekt konden worden. Daar zou dan ook gelegenheid zijn tot lichaamsbeweging voor de militairen en de overige inwoners, München telde er toentertijd zo'n 40.000. De Englischer Garten werd op 1 april 1792 ingehuldigd, het was de eerste in zijn soort op het vasteland van Europa. Ontwerper Sckell werd hofgardenier en directeur van de tuinen van de keurvorst en vervolmaakte in de daaropvolgende jaren ook andere tuinen zoals vanaf 1799 het Slotpark Nymphenburg. Eind 1799 werd de Engelse tuin uitgebreid met de noordelijke gebieden van de Hirschau en vervolgens werden ook de gronden van de inmiddels opgeheven militaire tuinen er aan toegevoegd.

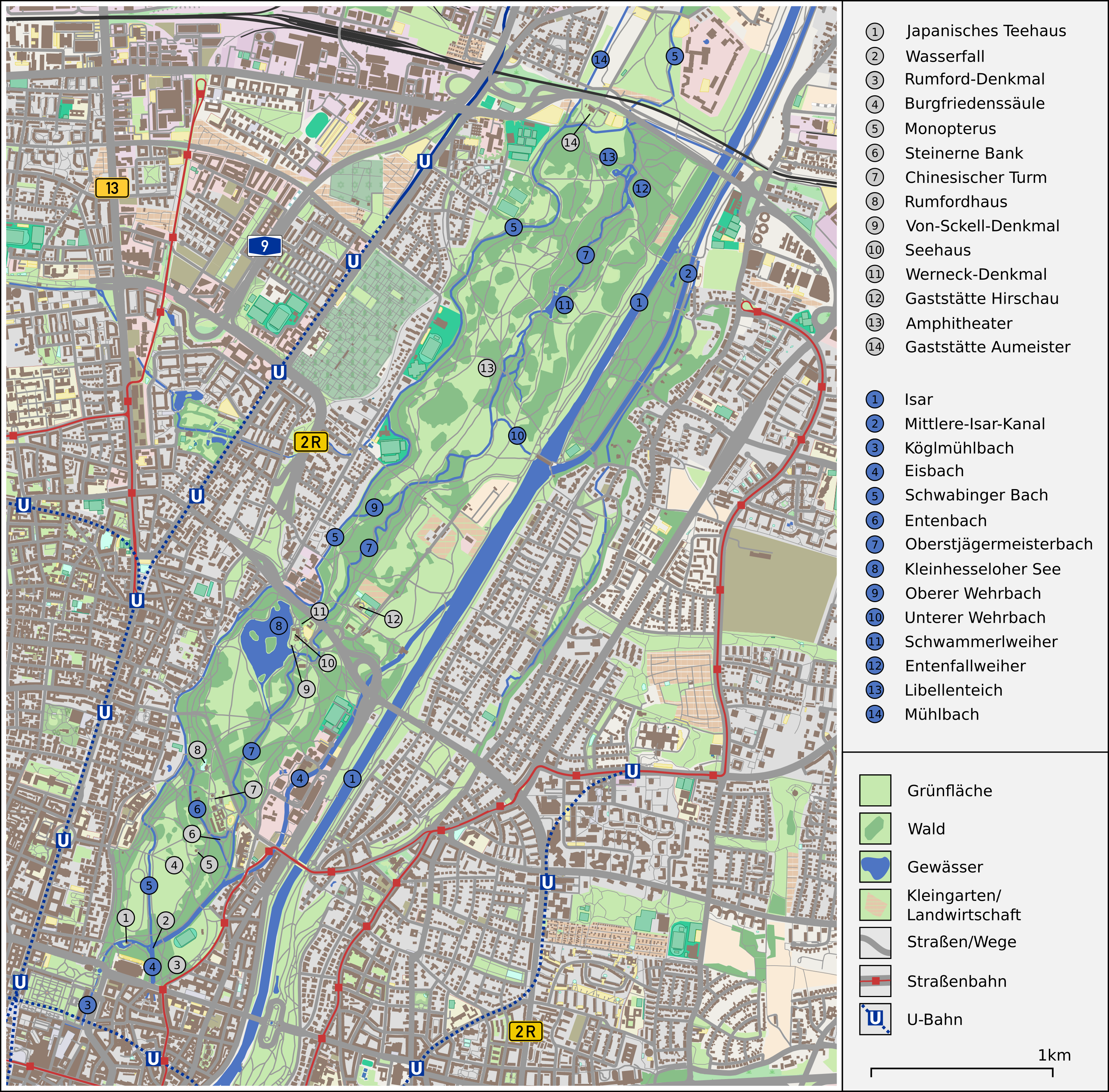
Plattegrond van de Englischer Garten

Met zijn 375 hectare behoort de Englischer Garten wereldwijd tot de grotere aangelegde parken. Het is een langgestrekt gebied, dat zich over een afstand van vijf kilometer langs de linkeroever van de Isar uitstrekt. Het wordt jaarlijks door circa 3,5 miljoen bezoekers bezocht. Het zuidelijk deel ligt in Lehel, het noordelijk deel, dat het grootste is, ligt in het Stadtbezirk Schwabing-Freimann.
In de Tweede Wereldoorlog werd uit militaire overwegingen dwars door het park een 'belastingsweg' gebouwd. Na de oorlog werd die verbinding met de Isarring verder afgewerkt tot een vierbaans hoofdweg en ook verlengd. Sindsdien is het park verdeeld in een zuidelijk deel (de oorspronkelijke Engelse tuin) en een noordelijk deel (de Hirschau). Het zuidelijke twee kilometer lange gebied, dicht bij het stadscentrum, beslaat ongeveer 130 hectare, het meer noordelijk deel, dat minder druk wordt bezocht, is ongeveer 245 hectare groot. Het noordelijk deel strekt zich verder uit over drie kilometer langs de Isar.
In het zuidelijk deel liggen onder meer het Japanse theehuis, de Chinese pagode en de monopteros, de neo-hellenistische tempel ontworpen door Leo von Klenze, hofarchitect van koning Lodewijk I van Beieren.